# God sed
God sed, eller latin opus morale, goda gärningar; rättsligt begrepp som används företrädesvis för sådant inte nedtecknad i skriftliga lagar utan ter sig som informella normer. God sed innefattar såväl det brukliga (vanligt förekommande) som det etiskt och moraliskt korrekta inom ett yrkeskrets, samhälle, vänskapskrets och så vidare.
Ortens sed brukar vanligtvis vara det som är mest förekommande på en ort, till exempel dygnets tidpunkt då samhället ska vara tyst för läggdags, eller tidpunkter för tvättning och så vidare.
God redovisningssed är ett undantag, eftersom det är en juridisk term som är tvingande enligt bokföringslagen. Det betyder att ett företag måste redovisa som övriga företag redovisar, och på det sätt som är brukligt att redovisa inom företagets bransch.
Sedvanerätt är också mer formell juridisk term än god sed, och avser sådant som inte kommit till uttryck i skrivna lagregler men är bindande för myndigheter och enskilda.